# Axura
Axura è un comune dell'Azerbaigian situato nel distretto di Şərur.